# نظریه ریشه‌های اخلاقی
نظریه مبانی اخلاقی یک نظریه روانشناسی اجتماعی است که قصد دارد ریشه‌ها و تنوع در استدلال اخلاقی انسان را بر اساس بنیادهای ذاتی و مدولار توضیح دهد. این نظریه اولین بار توسط روانشناسان جاناتان هایت، کریگ جوزف و جسی گراهام، بر اساس کار انسان‌شناس فرهنگی ریچارد شودر پیشنهاد شد. و متعاقباً توسط گروه متنوعی از همکاران توسعه یافت و در کتاب ذهن درستکارهایت رواج یافت. این نظریه شش مبنا را پیشنهاد می‌کند: ۱- مراقبت/آسیب ۲- انصاف/تقلب ۳- وفاداری/خیانت ۴- اقتدار/براندازی ۵- قداست/تنزل ۶- آزادی/ستم.
اگرچه توسعه اولیه نظریه مبانی اخلاقی بر تفاوت‌های فرهنگی متمرکز بود، اما کارهای بعدی با این نظریه تا حد زیادی بر ایدئولوژی سیاسی متمرکز شده‌است. دانشمندان مختلف نظریه مبانی اخلاقی را به عنوان توضیحی در مورد تفاوت بین مترقیان سیاسی (لیبرال‌ها به معنای آمریکایی)، محافظه کاران و آزادیخواهان ارائه کرده‌اند و پیشنهاد کرده‌اند که می‌تواند در مورد مسائل سیاسی مانند ازدواج همجنسگرایان و سقط جنین تفاوت نظرات را توضیح دهد.
دو منبع اصلی عبارتند از: اعتبار عملگرای پلورالیسم اخلاقی و ترسیم حوزه اخلاقی. در اولین‌هایت و گراهام، کار خود را اینگونه توصیف می‌کنند که به عنوان انسان‌شناس به تکامل اخلاق و یافتن زمینه مشترک بین هر تنوع نگاه می‌کند. در روش دوم، آنها روش خود، که به عنوان پرسشنامه مبانی اخلاقی شناخته می‌شود را توصیف و از آن دفاع می‌کنند. از طریق مطالعاتی که به‌طور مشترک شامل بیش از ۱۱۰۰۰ نفر از سنین و عقاید سیاسی مختلف بود، به نتایجی دست یافتند که پیش‌بینی آنها را تأیید می‌کرد.

## منشأ
نظریه مبانی اخلاقی اولین بار در سال ۲۰۰۴ توسط‌هایت و جوزف ارائه شد. این نظریه به عنوان واکنشی علیه نظریه عقل‌گرای توسعه ای اخلاق مرتبط با لارنس کوهلبرگ و ژان پیاژه ظاهر شد. کوهلبرگ با تکیه بر آثار پیاژه استدلال کرد که استدلال اخلاقی کودکان در طول زمان تغییر کرد و توضیحاتی را در شش مرحله رشد اخلاقی وی ارائه کرد. کار کلبرگ بر عدالت به عنوان مفهوم کلیدی در استدلال اخلاقی تأکید کرد، که در درجه اول به عنوان یک فعالیت شناختی در نظر گرفته شد و به رویکرد غالب روانشناسی اخلاقی تبدیل شد و بر کارهای بعدی تأثیر زیادی گذاشت. هایت می‌نویسد که نظریه‌های کلبرگ را از زمانی که برای اولین بار در مقطع کارشناسی ارشد با آنها روبرو شد، راضی کننده نمی‌داند زیرا «بسیار مغزی به نظر می‌رسیدند» و فاقد تمرکز بر مسائل احساسی بودند.
بر خلاف نظریه‌های غالب اخلاق در روانشناسی، ریچارد شودر، انسان‌شناس مجموعه ای از نظریه‌ها را توسعه داد که بر تنوع فرهنگی قضاوت‌های اخلاقی تأکید می‌کند، اما استدلال می‌کند که اشکال فرهنگی مختلف اخلاق از «سه گروه متمایز اما منسجم از نگرانی‌های اخلاقی» استفاده می‌کند که به عنوان اخلاق خودمختاری، اجتماع و الوهیت برچسب گذاری شد. رویکرد شوئدر به‌هایت الهام بخشید تا دربارهٔ تفاوت‌های اخلاقی در فرهنگ‌ها، از جمله کارهای میدانی در برزیل و فیلادلفیا تحقیق کند. این کار باعث شد که‌هایت شروع به توسعه رویکرد شهودی اجتماعی خود نسبت به اخلاق کند. این رویکرد، که در تضاد شدید با کار عقل گرایانه کلبرگ قرار داشت، پیشنهاد کرد که «قضاوت اخلاقی ناشی از شهودهای سریع اخلاقی است» در حالی که استدلال اخلاقی به سادگی به عنوان یک عقلانیت بعد از قضاوت از قبل شکل گرفته عمل می‌کند. کارهایت و تمرکز او بر قضاوت‌های سریع، شهودی و احساسی به سرعت بسیار تأثیرگذار شد و توجه دائمی گروهی از محققان را به خود جلب کرد.
همان‌طور که‌هایت و همکارانش در رویکرد شهودگرایی اجتماعی کار می‌کردند، توجه خود را به منابع شهودهایی که به اعتقاد آنها زیر بنای قضاوت‌های اخلاقی قرار می‌دادند، اختصاص دادند. در مقاله ای که در سال ۲۰۰۴ در مجله Daedalus منتشر شد، هایت و جوزف آثار مربوط به ریشه‌های اخلاق، از جمله کار فرانس دو واال، دونالد براون و شودر، و همچنین نظریه مدل‌های رابطه ای آلن فیسکه و نظریه ارزشهای اساسی انسانی شالوم شوارتز را مورد بررسی قرار دادند. به آنها با مرور این خطوط اولیه تحقیق، پیشنهاد کردند که همه افراد دارای چهار «اخلاق شهودی» هستند که از فرایند تکامل انسان به عنوان پاسخ به چالش‌های سازگاری نشأت می‌گیرد. آنها این چهار اخلاق را رنج، سلسله مراتب، مقابله به مثل و پاکی برچسب زدند.
هایت و جوزف با استناد به مفهوم آمادگی، ادعا کردند که هر یک از اصول اخلاقی یک واحد شناختی تشکیل می‌دهند که توسعه آن توسط فرهنگ شکل گرفته‌است. آنها نوشتند که هر ماژول می‌تواند «زمانی که الگوهای خاصی در جهان اجتماعی روبرو می‌شوند، چیزی بیشتر از برق چشمک زدن ایجاد نکند»، در حالی که یک فرایند یادگیری فرهنگی پاسخ هر فرد را به این چشمک زدن‌ها شکل می‌دهد. اخلاق متفاوت است زیرا فرهنگهای مختلف از چهار «عنصر اصلی» ارائه شده توسط واحدها به‌طور متفاوتی استفاده می‌کنند. مقاله ددالوس آنها اولین بیانیه نظریه مبانی اخلاقی بود، که‌هایت، گراهام، جوزف و دیگران از آن پس آن را بسط و اصلاح کردند، به عنوان مثال با تقسیم اخلاق سلسله مراتبی که در اصل پیشنهاد شده بود به مبانی اخلاقی جداگانه گروه و اقتدار، و با پیشنهاد ششم پایه آزمایشی آزادی.

## پایه‌ها

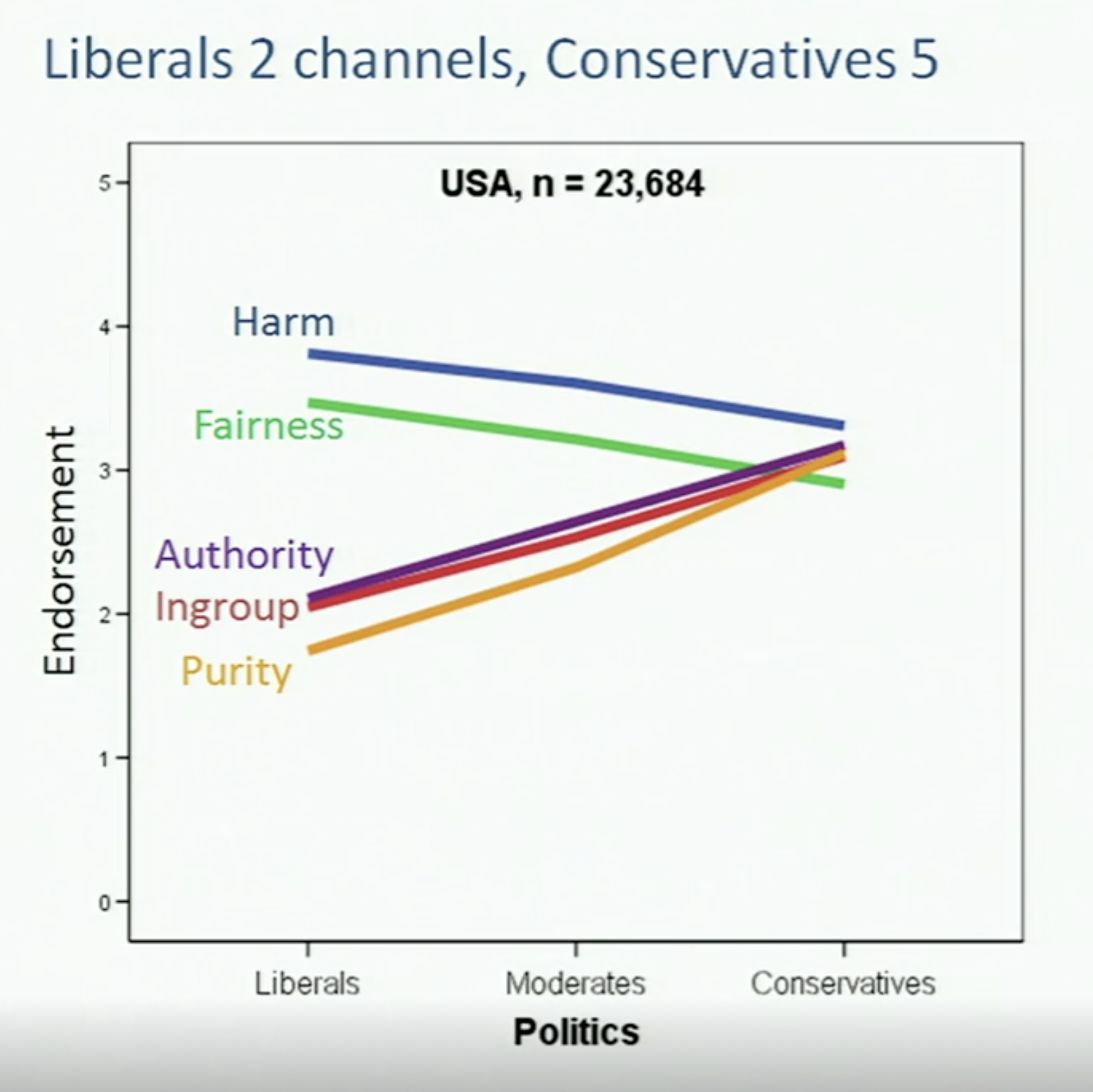
گرافیکی ساده که داده‌های نظرسنجی از ایالات متحده را به تصویر می‌کشد و قصد دارد از نظریه مبانی اخلاقی پشتیبانی کند.

### پنج پایه اصلی
بر اساس نظریه مبانی اخلاقی، تفاوت در نگرانی‌های اخلاقی افراد را می‌توان بر اساس پنج مبنای اخلاقی توصیف کرد:
مراقبت: گرامی داشتن و محافظت از دیگران؛ در مقابل آسیب
انصاف یا تناسب: اجرای عدالت بر اساس قوانین مشترک؛ مقابل تقلب
وفاداری یا گروه: در کنار گروه، خانواده، ملت خود ایستاده‌اید. در مقابل خیانت
اقتدار یا احترام: تسلیم در برابر سنت و اقتدار مشروع؛ برعکس براندازی
تقدس یا پاکی: نفرت از چیزهای ناپسند، غذاها، اعمال؛ برعکس تخریب
استدلال می‌شود که این پنج بنیاد به دو گروه مرتبه بالاتر گروه‌بندی می‌شوند-خوشه فردی متمرکز بر مراقبت و انصاف و گروه متمرکز بر گروه وفاداری، اقتدار و تقدس. شواهد تجربی به نفع این گروه‌بندی از الگوهای ارتباط بین مبانی اخلاقی مشاهده شده در پرسشنامه مبانی اخلاقی ناشی می‌شود.

### پایه‌های آزادی
بنیاد ششم، آزادی (در مقابل ظلم و ستم) توسط جاناتان‌هایت در کتاب ذهن درستکار، فصل هشتم، در پاسخ به نیاز به تمایز بین انصاف تناسب و اعتراضاتی که از طرف محافظه کاران و آزادیخواهان (استفاده از ایالات متحده) به اجبار توسط یک قدرت یا شخص مسلط شده بود. هایت خاطرنشان کرد که ماتریس اخلاقی گروه اخیر تقریباً بر بنیاد آزادی متکی است. ریشه‌های تکاملی بنیاد آزادی در «بیش از حد هوشیاری شکارچیان جمع کننده برای هر نشانه ای از رفتار مردان آلفا، از جمله خودستایی» نهفته‌است.

### بنیادهای پیشنهادی دیگر
علاوه بر آزادی، بهره‌وری/ضایع شدن، مالکیت/سرقت، صداقت/فریب و برابری/عدم لیاقت (جدا از انصاف) به عنوان دیگر پایه‌های پیشنهادی مورد بحث قرار گرفته‌است.

## روش‌ها

### پرسشنامه مبانی اخلاقی
حجم زیادی از تحقیقات در زمینه نظریه مبانی اخلاقی از ابزارهای خود اظهاری مانند پرسشنامه بنیادهای اخلاقی استفاده می‌کند که به‌طور رسمی در سال ۲۰۱۱ منتشر شده‌است (اگرچه نسخه‌های قبلی این پرسشنامه قبلاً منتشر شده بود). تحقیقات بعدی با استفاده از پرسشنامه مبانی اخلاقی در فرهنگ‌های دیگر، ارتباطات گسترده‌ای بین اخلاق و هویت سیاسی با ایالات متحده نشان داده‌است، با مطالعاتی که در کره، سوئد و نیوزلند انجام شده‌است. با این حال، مطالعات دیگر نشان می‌دهد که ساختار MFQ در بین گروه‌های جمعیت شناختی (به عنوان مثال، مقایسه پاسخ دهندگان مذهبی و غیر مذهبی و سیاه و سفید) و در فرهنگ‌ها ناسازگار است.

### روشهای دیگر
سایر مطالب و روشهای مورد استفاده برای مطالعه نظریه مبانی اخلاقی عبارتند از مقیاس مقدسات بنیادی اخلاقی، نشانهای بنیادهای اخلاقی، پایگاه داده‌های تصویر اجتماعی و اخلاقی، و پرسشنامه شخصیت مبانی اخلاقی. تحقیقات در مورد استفاده از زبان اخلاقی نیز بر انواع فرهنگ اصول اخلاقی تکیه کرده‌است. محققان همچنین نقشه‌های توپوگرافی واکنشهای سنجشگر حسی مرتبط با نقض مبانی اخلاقی مختلف را مورد بررسی قرار داده‌اند. به‌طور خاص، در تحقیقی که از شرکت کنندگان خواسته شد تا جنبه‌های کلیدی تجربیات ذهنی و حسی ذهنی خود را در پاسخ به سناریوهایی با نقض اخلاقی مختلف شرح دهند، الگوهای بدن متناظر با نقض مبانی اخلاقی در نواحی مختلف بدن بسته به اینکه آیا شرکت کنندگان لیبرال بودند یا محافظه کار.

## برنامه‌های کاربردی

### ایدئولوژی سیاسی

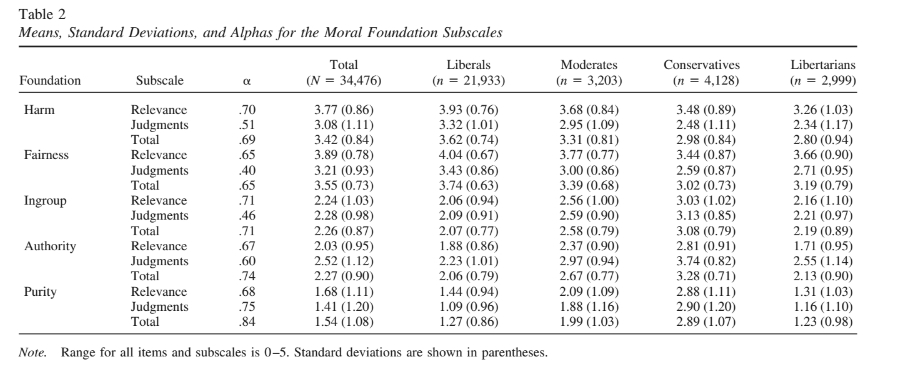
نتایج پرسشنامه مبانی اخلاقی

محققان دریافتند که حساسیت مردم نسبت به پنج/شش مبنای اخلاقی با ایدئولوژی‌های سیاسی آنها ارتباط دارد. با استفاده از پرسشنامه مبانی اخلاقی، هایت و گراهام دریافتند که آزادیخواهان به بنیاد آزادی پیشنهاد شده بیشترین حساسیت را دارند، لیبرالها بیشتر به بنیادهای مراقبت و انصاف حساس هستند، در حالی که محافظه کاران به هر پنج/شش بنیاد به یک اندازه حساس هستند.
به گفته‌هایت، این تفاوت‌ها پیامدهای مهمی بر گفتمان و روابط سیاسی دارد. از آنجا که اعضای دو اردوگاه سیاسی تا حدی نسبت به یک یا چند مبنای اخلاقی سایرین کور هستند، ممکن است کلمات یا رفتارهای اخلاقی را دارای مبنایی دیگر بدانند-در بهترین حالت منافع شخصی، در بدترین پلیدی، و بدین ترتیب از دیگری دیوسازی می‌کنند.
هایت و گراهام پیشنهاد می‌کنند که می‌توان مصالحه ای را یافت که به لیبرال‌ها و محافظه کاران اجازه می‌دهد چشم در چشم یکدیگر ببینند. آنها پیشنهاد می‌کنند که از پنج پایه می‌توان به عنوان «درگاه» استفاده کرد تا به لیبرال‌ها اجازه دهد به سمت محافظه کار «دیوار» ی که بین این دو وابستگی سیاسی بر سر مسائل مهم سیاسی (یعنی قانونی شدن ازدواج همجنسگرایان) قرار دارد، قدم بگذارند. اگر لیبرال‌ها سعی کنند سه‌پایه اخیر را علاوه بر دو مورد قبلی در نظر بگیرند (بنابراین با اتخاذ هر پنج بنیاد مانند محافظه کاران برای مدت کوتاهی) می‌توانند بفهمند که دیدگاه محافظه کاران از کجا نشأت می‌گیرد و سرانجام مسائل سیاسی طولانی مدت قابل حل است.
محققان تصور می‌کنند که مبانی اخلاقی به عنوان راه حل‌هایی برای مشکلات رایج در محیط اجداد شکارچیان گردآور، به ویژه درگیری‌های بین قبیله ای و درون قبیله ای پدید آمده‌است. این سه بنیاد که بیشتر مورد تأکید محافظه کاران (وفاداری، اقتدار، تقدس) است، گروه‌ها را برای قدرت بیشتر در رقابت بین قبیله ای به هم پیوند می‌دهد در حالی که دو بنیاد دیگر این تمایلات را با نگرانی افراد درون گروه متعادل می‌کند. با کاهش حساسیت نسبت به مبانی اخلاقی گروه، مترقیان تمایل دارند اخلاق جهان شمول تری را ترویج دهند.
مفید بودن نظریه مبانی اخلاقی به عنوان توضیحی برای ایدئولوژی سیاسی به این دلیل مورد بحث قرار گرفته‌است که بنیادهای اخلاقی کمتر از ایدئولوژی سیاسی وراثت دارند و داده‌های بلند مدت نشان می‌دهد که ایدئولوژی سیاسی تأیید بعدی مبانی اخلاقی را انتظار دارد، اما تأیید مبانی اخلاقی، انتظار تأیید بعدی ایدئولوژی سیاسی را ندارد.

### تفاوتهای بین فرهنگی
کار میدانی اولیه‌هایت در برزیل و فیلادلفیا در سال ۱۹۸۹ و اودیشا، هند در سال ۱۹۹۳، نشان داد که اخلاق در واقع در فرهنگ‌ها متفاوت است، اما کمتر از طبقه اجتماعی (به عنوان مثال تحصیلات) و سن. کودکان برزیلی طبقه کارگر بیشتر به نظر می‌رسید که نقض تابو و وارد آوردن صدمه را از نظر اخلاقی نادرست تلقی می‌کنند. اعضای جوامع سنتی و جمع گرا، مانند محافظه کاران سیاسی، نسبت به نقض مبانی اخلاقی مربوط به جامعه حساس تر هستند. اعضای بزرگسال جوامع به اصطلاح WEIRD (غربی، تحصیل کرده، صنعتی، ثروتمند و دموکراتیک) فردی‌ترین افراد هستند و به احتمال زیاد بین نقض اخلاقی آسیب رسان و نقض کنوانسیون تمایز قائل می‌شوند.

### تفاوتهای جنسی
تجزیه و تحلیل مقیاس وسیع (۳۳۶٬۶۹۱ = u) تفاوت‌های جنسیتی بر اساس پنج پایه اخلاقی نشان داد که زنان در مراقبت، انصاف و پاکدامنی در ۶۷ فرهنگ به‌طور مداوم نمره بالاتری دارند. با این حال، نشان داده شد که وفاداری و اقتدار دارای تفاوت‌های جنسی ناچیز هستند، که در فرهنگ‌های مختلف بسیار متفاوت است. این مطالعه، که در سال ۲۰۲۰ در مجموعه مقالات انجمن سلطنتی B منتشر شد، همچنین تفاوت‌های جنسی در سطح کشور در مبانی اخلاقی را در ارتباط با شاخص‌های فرهنگی، اجتماعی و اقتصادی و جنسیتی مورد بررسی قرار داد و نشان داد که تفاوت‌های جنسیتی جهانی در مبانی اخلاقی در افراد فردگرا و غربی بیشتر است. و فرهنگهای برابر جنسیتی با بررسی تفاوتهای جنسیتی چند متغیره در پنج مبنای اخلاقی (یعنی فاصله Mahalanobis و همچنین نسخه تعلیق ناشایست آن در قضاوت‌های اخلاقی)، نویسندگان به این نتیجه رسیدند که اثرات چند متغیره به‌طور قابل ملاحظه ای بیشتر از تفاوتهای جنسیتی پیش‌بینی شده در قضاوت‌های اخلاقی با استفاده از چارچوبهای غیر MFT است. و به‌طور کلی، اندازه اثر متوسط در تحقیقات روانشناسی اجتماعی و شخصیتیاز پنج پایه اخلاقی فاصله Mahalanobis در کشورهای فردگرا و برابر جنسیت به‌طور قابل توجهی بزرگتر بود..

## نقد و نظریه‌های رقابتی
تعدادی از محققان به نقد و تئوری‌های جایگزین نظریه مبانی اخلاقی پرداخته‌اند. نقدهای این نظریه ادعاهایی در مورد عدم امکان‌پذیری بیولوژیکی و افزونگی در بین مبانی اخلاقی (که ادعا می‌شود می‌تواند به نگرانی در مورد آسیب کاهش یابد) را شامل می‌شود. هر دو نقد توسط نویسندگان اصلی مورد مناقشه قرار گرفته‌است. نظریه‌های جایگزین عبارتند از مدل انگیزه‌های اخلاقی، نظریه اخلاقیات دوگانه، نظریه تنظیم روابط، مقیاس اقتدارگرایی جناح راست توسعه یافته توسط باب آلتمایر و نظریه اخلاق به عنوان همکاری.